# Liwa Abu al-Fadhal al-Abbas
Liwa Abu al-Fadhal al-Abbas (Arabisch: أبو الفضل العباس, ook bekend als de al-Abbas brigade) is een sjiitische militie met overwegend Iraakse, maar ook Syrische, Libanese, en Iraanse vrijwilligers die door Hezbollah, Irak, Iran en Syrië wordt ondersteund. De militie heeft als doel het verdedigen van de sjiitische en alawitische minderheden van Syrië alsook sjiitische religieuze heiligdommen. De brigade werft actief leden onder de sjiitische bevolking in het Midden-Oosten en vecht actief mee tegen (overwegend) soennitische rebellen (met name het Vrije Syrische Leger) maar ook tegen salafistische milities. De militie zou 10.000 man sterk zijn.